# Nguyễn Trọng Phú
Nguyễn Trọng Phú (sinh ngày 30 tháng 6 năm 1999) là một cầu thủ bóng đá chuyên nghiệp người Việt Nam hiện đang thi đấu ở vị trí tiền vệ cho câu lạc bộ Trường Tươi Bình Phước tại V.League 2.
Trọng Phú là em trai của cầu thủ Nguyễn Trọng Hùng và là em họ của cầu thủ Mai Xuân Hợp.

## Sự nghiệp câu lạc bộ
| Câu lạc bộ             | Mùa giải       | Giải đấu       | Giải đấu | Giải đấu | Cúp quốc gia | Cúp quốc gia | Tổng cộng | Tổng cộng |
| Câu lạc bộ             | Mùa giải       | Hạng           | Trận     | Bàn      | Trận         | Bàn          | Trận      | Bàn       |
| ---------------------- | -------------- | -------------- | -------- | -------- | ------------ | ------------ | --------- | --------- |
| PVF–CAND               | 2019           | V.League 2     | 1        | 0        | 0            | 0            | 1         | 0         |
| Đông Á Thanh Hóa       | 2020           | V.League 1     | 2        | 0        | 0            | 0            | 2         | 0         |
| Đông Á Thanh Hóa       | 2021           | V.League 1     | 1        | 0        | 0            | 0            | 1         | 0         |
| Cần Thơ                | 2022           | V.League 2     | 16       | 1        | 0            | 0            | 16        | 1         |
| Long An                | 2023           | V.League 2     | 13       | 1        | 2            | 0            | 15        | 1         |
| Đông Á Thanh Hóa       | 2023–24        | V.League 1     | 4        | 0        | 1            | 0            | 5         | 0         |
| Trường Tươi Bình Phước | 2024–25        | V.League 2     | 0        | 0        | 1            | 0            | 1         | 0         |
| Tổng sự nghiệp         | Tổng sự nghiệp | Tổng sự nghiệp | 37       | 2        | 4            | 0            | 41        | 2         |